# Меха-Стрейзанд
«Меха-Стрейзанд» (англ. Mecha-Streisand) — дванадцятий епізод серіалу «Південний Парк», його прем'єра відбулася 18 лютого 1998 року.

## Сюжет
Третій клас бере участь в археологічних розкопках — їм потрібно шукати наконечники стріл індіанців. Раптово Картман знаходить якийсь дивний трикутник з письменами і викидає його; трикутник підбирає Кайл і вирішує залишити собі, так як трикутник світиться у нього в руці. Картман починає діставати Кайла, бажаючи повернути собі трикутник, але той не віддає.
Кайла показують по телебаченню — він дає інтерв'ю про свій унікальний трикутник. До Шефа в їдальню приходить кінокритик Леонард Малтін, заявляє що місто в страшні небезпеці, і переконує вирушити на пошуки Барбри Стрейзанд. Тим часом сама Барбра з'являється в місті і безуспішно намагається забрати у головних героїв трикутник.
Вночі Картман пробирається в кімнату Кайла і намагається викрасти трикутник. Випадково розбуджений Айком, Кайл прокидається і віддає Картману трикутник. Картман щасливий. Вдень до дітей на зупинці знову підходить трохи загримована Барбра Стрейзанд, і їй вдається переконати дітей поїхати до неї в котедж, щоб вона «дала їм грошей за алмаз». Тим часів Леонард Малтін пояснює Шефу суть проблеми — виявляється, Барбра Стрейзанд злісна і бридка негідниця, що хоче зібрати воєдино «алмаз Зінтара», за допомогою якого вона зможе стати чудовиськом. Трикутник Картмана — друга, відсутня його частина. Вони відправляються до її котеджу в горах.
Катуючи дітей своїм співом, Барбра забирає у Картмана трикутник і, з'єднавши алмаз Зінтара, перетворюється в кошмарного механічного робота — Меха-Стрейзанд. Вона починає ходити по Південному Парку і руйнувати його. Тим часів Леонард Малтін і Шеф знаходять дітей. Малтін теж обертається у величезного монстра і починає з нею бійку. Йому на допомогу приходить Сідні Пуатьє, а ще Леонард говорить Шефу зателефонувати Роберту Сміту з The Cure, який теж може допомогти.
У жорстокій битві Барбра долає і Леонарда, і Сідні. Несподівано з'являється Роберт Сміт (діти дуже раді його появі); він також перетворюється в гігантського монстра і починає битву з Барброю. Завдяки «роботичному удару» йому вдається вибити у неї з носа алмаз Зінтара, який підбирає Кайл; потім він хапає знесилену Барбру і викидає її в космос, де та вибухає.
Місто радіє, а Роберт Сміт тихо йде (Кайл кричить йому вслід: «Disintegration — найкращий альбом усіх часів!»). Діти збираються вдома у Кайла, який викидає алмаз у смітник. Поки хлопці міркують про те, що сталося, в сміттєвому відрі порпається Айк, і діти з жахом бачать, як з будинку Кайла виходить нове чудовисько — Меха-Айк.

## Смерть Кенні
Коли Меха-Стрейзанд руйнує місто, поруч з Кенні падають важкі предмети і все валиться, однак він залишається неушкодженим. Потім він підходить на дитячий майданчик пограти з м'ячиком на мотузочці, штовхає його, мотузка несподівано обмотує йому горло і душить на смерть.

## Персонажі
На початку серії лекцію археолога слухають: Берта; Піп; Клайд; Кевін; Бібі; Картман; Кайл; Стен; Кенні; Крейг; Венді і двоє невідомих дітей. Надалі на розкопках можна помітити Батерса.

## Зв'язок із культурними явищами
Епізод пародіює японські фільми про кайдзю, які творці серіалу полюбляли дивитись в дитинстві. Сама Меха-Стрейзанд нагадує Мехаґодзіллу, Роберт Сміт — Мотру а Сідні Пуатьє — Гамера. Також бійка Барбри Стрейзанд з Леонардом Малтіном, Сідні Пуатьє і Робертом Смітом є пародією на японський мультфільм 1975 року «Грендайзер». Про це свідчать написи при появі роботів, пісня, яка звучить за кадром; також «роботичний удар Роберта Сміта» нагадує удар Грендайзера, при якому у нього відділяються кулаки. Можливо, те, що відбувається також є алюзією на знаменитий серіал «Могутні рейнджери».
Картман на розкопках співає негритянську народну пісню «Massa's Got Me Working».
На стіні гримерки Сідні Пуатьє висить постер фільму «Південна задушлива ніч 5», неіснуючого сиквела оскароносної стрічки «Південна задушлива ніч».
Музика, яка грає, коли Роберт Сміт йде після перемоги над Барбра, дуже схожа на пісню The Cure «Love song» (з альбому Disintegration).
Під час фінальної битви Стен вимовляє: «Моя мама завжди казала, що чудовиськ не буває, але насправді вони є». Ця фраза взята з фільму «Чужі».
В епізоді згадується, що Барбра знайшла один з трикутників під час зйомок у фільмі «Моя прекрасна леді». Насправді в цьому фільмі знімалася Одрі Хепберн. Очевидно, творці переплутали цей фільм з картинами «Смішне дівчисько» або «Смішна леді», в яких Стрейзанд дійсно знялася.

## Варті уваги факти
Роберт Сміт сам озвучив себе в цьому епізоді. Один з творців серіалу, Трей Паркер, будучи фанатом The Cure, відправив йому кілька листів з проханням з'явитися в епізоді. Пізніше Сміт дав інтерв'ю для документального фільму VH1 Goes Inside South Park, де сказав, що йому було приємно поява репліки Кайла «Disintegration — найкращий альбом усіх часів!»
Спозиціонована в огидному вигляді в цій серії Барбра Стрейзанд відгукнулася на свою «поява» в шоу його критикою, заявивши, що воно розвиває в дітях цинізм. У багатьох наступних епізодах творці серіалу виставляли Стрейзанд в подібному світлі. Стоун і Паркер пояснили, що ненавидять Стрейзанд через її самозакоханість.
У сценці, яка знімається в Голівуді, показані Сідні Пуатьє з Саллі Стразерс, яка вже з'являлася в епізоді Марвін Голодарвін.
На стіні кімнати, де Барбра Стрейзанд катує дітей, висить її фото з Сатаною.
Номер машини Шефа «LUV CHEF».
Серед радісних жителів міста з'являється Ісус, що кричить Роберту Сміту: «Наш Спаситель!»

## Зв'язок із іншими епізодами
На першій шпальті газети, під якою намагається заснути містер Гарісон, зображений містер Хенкі.
Фраза репортера про те, що місто зазнало нападів генетичних мутантів, зомбі і божевільних індичок, натякає на події епізодів «І покохав слон свиню», «Кон'юнктивіт» і «Марвін Голодарвін».